# Písty
Písty è un comune della Repubblica Ceca facente parte del distretto di Nymburk, in Boemia Centrale.